# Notosuchus
Notosuchus ('zuidelijke krokodil') is een geslacht van uitgestorven Zuid-Amerikaanse notosuchide Crocodylomorpha. Het was landbewonend en leefde ongeveer 85 miljoen jaar geleden in het Coniacien of Santonien van het Laat-Krijt.

## Naamgeving
Overblijfselen zijn gevonden in de Bajo de la Carpa-formatie in Patagonië, Argentinië. Notosuchus, voor het eerst benoemd in 1896 door Arthur Smith Woodward, was de eerste bekende notosuchiër. De typesoort is Notosuchus terrestris. De geslachtsnaam betekent de 'zuidelijke krokodil'. De soortaanduiding betekent 'de landbewonende'. Het lectotype is MLP 64-IV-16-5, een schedel.
De tweede soort Notosuchus lepidus werd in 1957 benoemd door Saez. De soortaanduiding betekent 'de schattige', een verwijzing naar het kleine type-exemplaar, een schedel van anderhalve centimeter lengte.

## Beschrijving
Notosuchus was relatief klein en bereikte een lengte van honderdvijftig centimeter en een gewicht van zesendertig kilogram.
Een artikel gepubliceerd in 2008 door Fiorelli en Calvo beschreef talrijke nieuwe overblijfselen van de typesoort Notosuchus terrestris. Daarin suggereerden de auteurs dat de schedel een korte slurf of 'varkenssnuit' zou hebben ondersteund, evenals een vlezige boven- en onderlip. De naar voren gerichte neusgaten en de afwezigheid van een benig neustussenschot (wat vermoedelijk duidt op kraakbeenweefsel dat in zijn plaats kwam) leveren bewijs voor een slurfachtige snuit, terwijl groeven op het oppervlak van de neusbeenderen en de onderkaak hoogstwaarschijnlijk als bevestigingspunten fungeerden voor respectievelijk de nasolabiale spieren van de neus en lippen en de depressorspier die de muil opende. Bovendien suggereerden de auteurs dat een laterale rand op het dentarium evenals talrijke uitgelijnde neurovasculaire foramina bewijs zijn van zacht wangachtig spierweefsel. De slurf werd waarschijnlijk gebruikt voor het zoeken naar voedsel door de grond te besnuffelen op een manier die vergelijkbaar is met bestaande varkens en pekari's, terwijl de wangen zouden helpen bij het kauwen door voedselverlies te voorkomen. Een herbeschrijving van het schedelmateriaal heeft echter sindsdien bewijs geleverd voor een slechts minimale uitbreiding van zacht weefsel aan de snuit van Notosuchus, zodat een slurf onwaarschijnlijk is.

## Fylogenie
Notosuchus gaf zijn naam aan de Notosuchia, een belangrijke klade basale Crocodylomorpha.